# Grötzingen (Karlsruhe)
Grötzingen is een oostelijk stadsdeel van de Duitse plaats Karlsruhe, deelstaat Baden-Württemberg, en telt 9362 inwoners (2006). Tot 1 januari 1974 was Grötzingen een zelfstandige plaats.

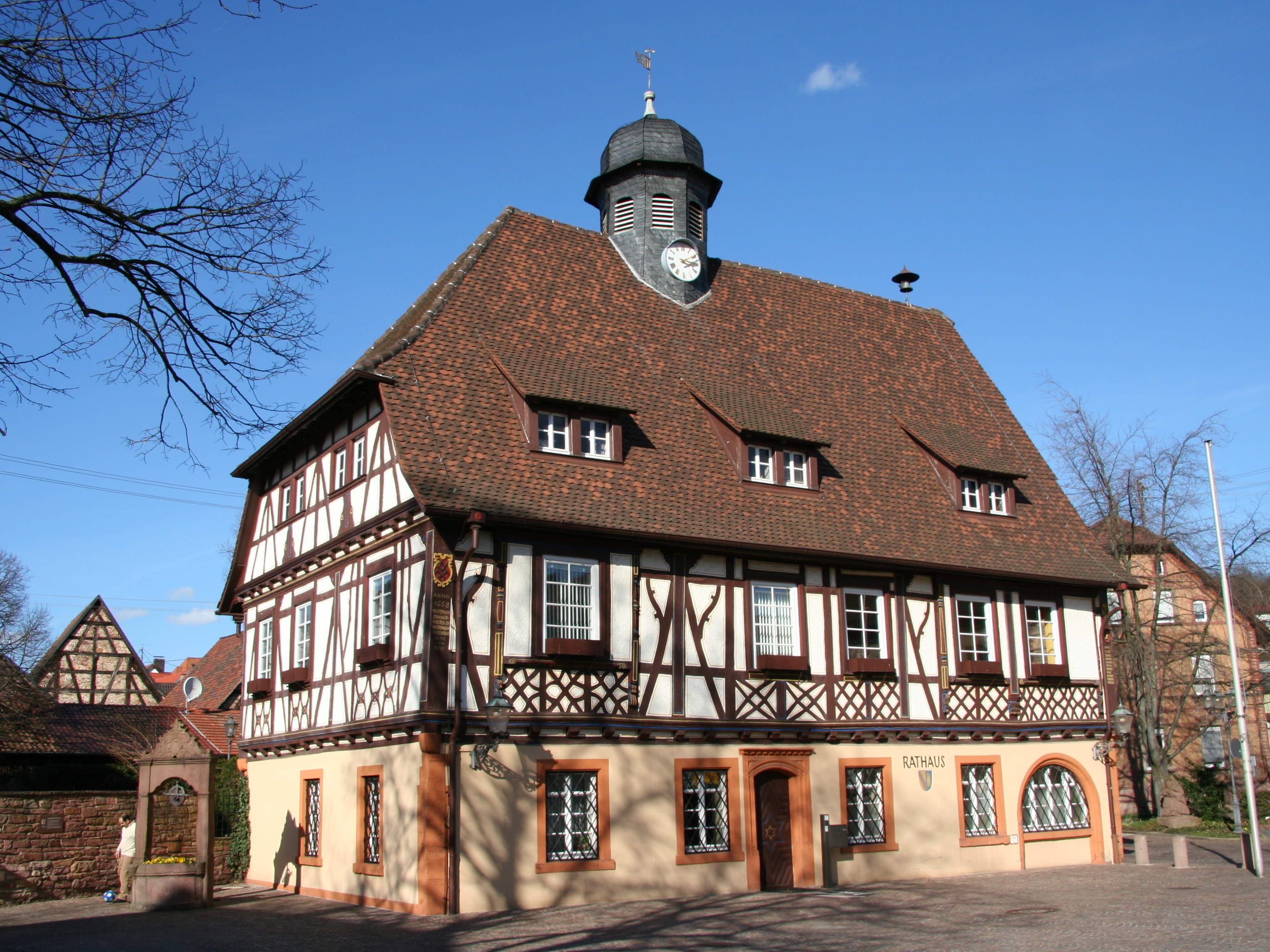
Raadhuis.

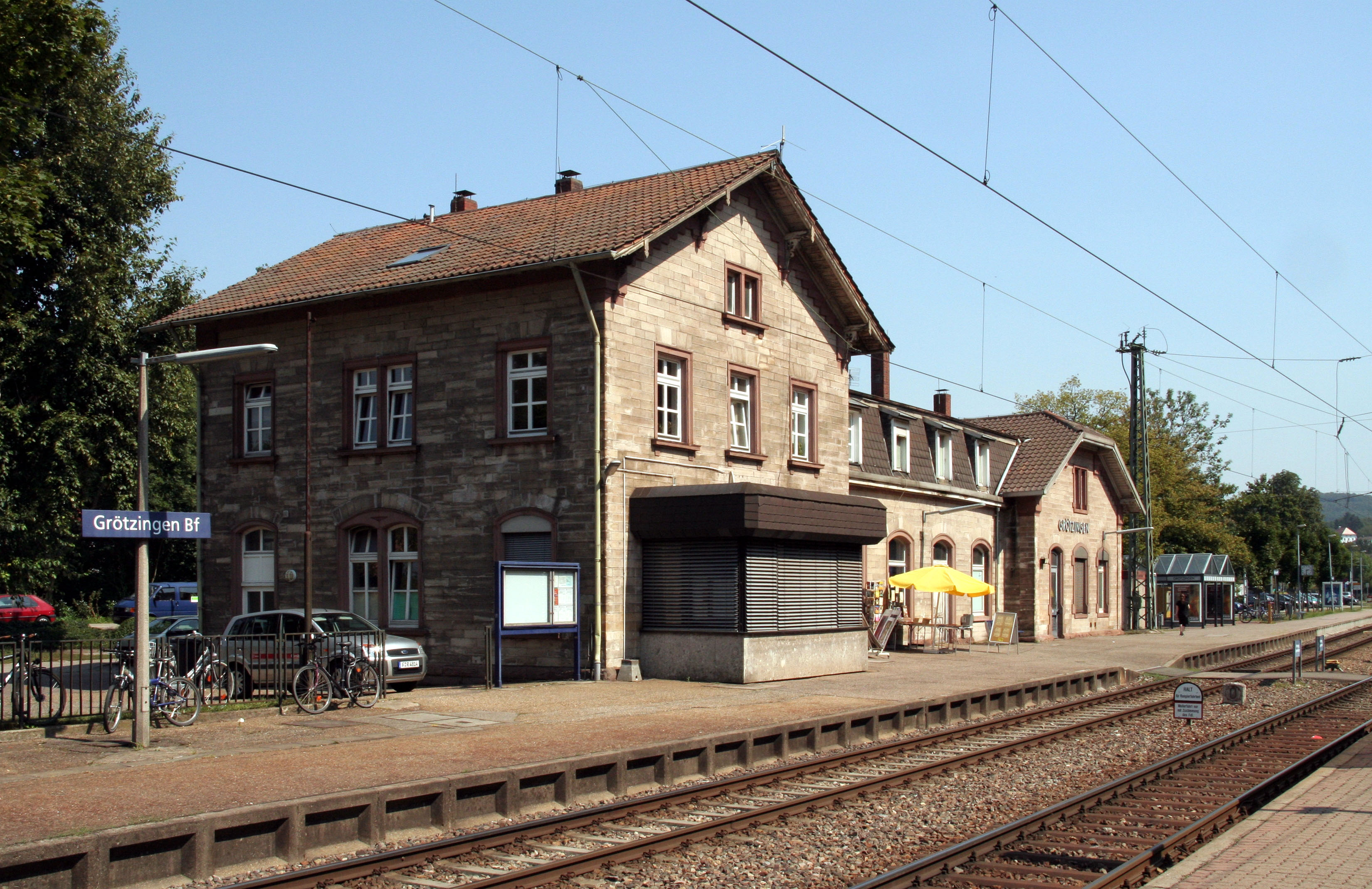
Station, nu alleen in gebruik voor de S-Bahn van Karlsruhe.

## Geschiedenis
In Grötzingen bevindt zich Slot Augustenburg, genaamd naar de gravin Auguste-Maria van markgraafschap Baden-Durlach. 
De plaats is verdeeld in een Altkircher-, Ober-, Unter- en Mitteldeel. Het raadhuis, dat oorspronkelijk in 1584 is gebouwd, in 1688 tot de huidige vorm verbouwd, ligt in het Mitteldeel.
In de 16e en 17e eeuw was Grötzingen onderhavig aan de pest, de Dertigjarige Oorlog en de Negenjarige Oorlog. Hierdoor is een groot deel van de stad in die tijd platgebrand. 